# Волхов Мост
Во́лхов Мост — железнодорожная станция (тип населённого пункта) в Успенском сельском поселении Чудовского района Новгородской области России.

## География
Располагается на берегу реки Волхов, близ места впадения в него реки Полисть. У посёлка расположен железнодорожный мост через Волхов на главном ходу Октябрьской железной дороги. Фактически одно селение с расположенным восточнее деревней Марьино. В 3,5 км к югу-юго-востоку от посёлка находился рабочий посёлок имени Коминтерна

## Уличная сеть
В посёлке 6 улиц: Волховская, Набережная, Привокзальная, Симанчука, Школьная и Ю. Иванова (в честь Юрия Александровича Иванова, чудовца со станции Волхово, курсанта Валаамской школы боцманов и юнг, павший в бою на косе Фриш-Нерунг в конце апреля 1945 года).

## История
В августе-ноябре 1941 г. посёлок, как и весь Чудовский район, был оккупирован немецко-фашистскими войсками.

## Население
| 2010 |
| ---- |
| 27   |

## Известные уроженцы, жители
- Сидельников, Александр Васильевич — советский и российский режиссёр документального кино. Дважды лауреат премии «Ника».

## Инфраструктура
Дачная местность.
Ранее основа экономики — обслуживание путевого хозяйства Октябрьской железной дороги.

## Транспорт
Был развит водный транспорт (Соснинская Пристань).
В посёлке расположена одноименный остановочный пункт на московском направлении Санкт-Петербургского региона Октябрьской железной дороги. Располагается в 300 м к северо-западу от моста через реку Волхов. На платформе останавливаются все проходящие через неё пригородные электропоезда.
Автодорога на Чудово.